# Mustafa Abu Schagur

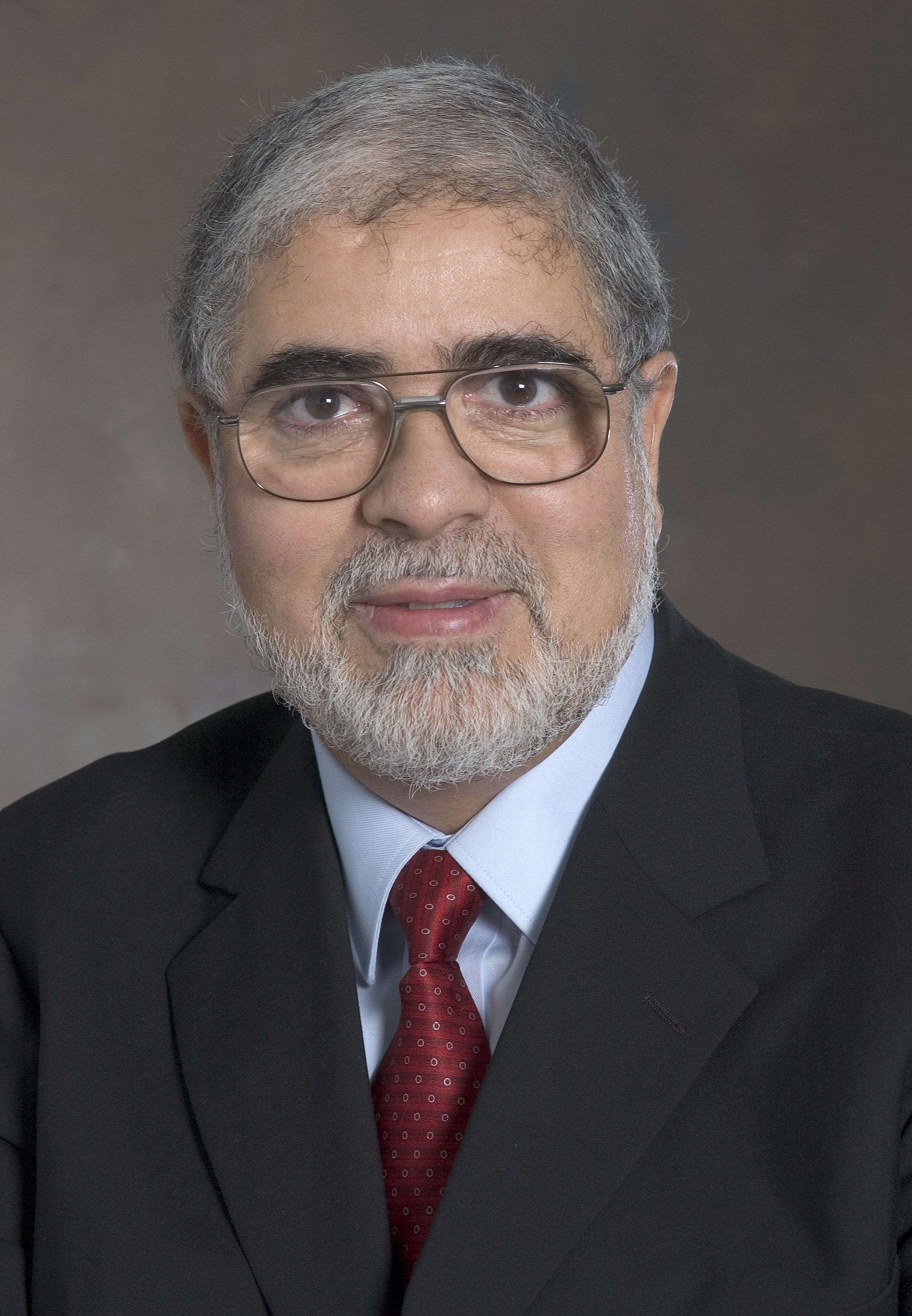
Mustafa Abu Schagur (2007)

Mustafa A.G. Abu Schagur (arabisch مصطفى أبو شاقور, DMG Muṣṭafā Abū Šāqūr, * 15. Februar 1951 in Suq al-Dschumʿa) ist ein libyscher Elektroingenieur und Politiker. Vom 12. September 2012 bis zum 7. Oktober 2012 war er Ministerpräsident seines Landes.

## Karriere
Abu Schagur schloss sein Grundstudium an der Universität Tripolis ab. Anschließend setzte er seine Studien in den Vereinigten Staaten fort. Seinen Master- und Doktorgrad erhielt er am California Institute of Technology. Er hat sich auf Mikrooptik und Nanophotonik spezialisiert. Abu Schagur lehrte an der University of Rochester und der University of Alabama in Huntsville. Von 2002 bis 2008 war er Professor für Elektrotechnik am Rochester Institute of Technology (RIT). Dort leitete er das Forschungsprogramm für Mikrosysteme der ingenieurwissenschaftlichen Fakultät und das entsprechende Promotionsprogramm. Ab 2008 baute er die Außenstelle des RIT in Dubai auf und war deren erster Präsident. Er gab die Position auf, um 2011 nach Libyen zurückzukehren und Mitglied der Übergangsregierung zu werden.
Abu Schagur ist der Gründer zweier Unternehmen. Photronix stellt in Malaysia Faseroptik-Komponenten her. LiquidLight Inc. entwickelt und produziert optische Netzwerksysteme.

## Politik
Abu Schagur war während der 1980er- und 1990er-Jahre Mitglied der Nationalen Front für die Rettung Libyens (NFSL), einer Widerstandsgruppe gegen die Gaddafi-Regierung. Bis zu seiner Ernennung als Regierungschef war er führendes Mitglied der aus der NFSL hervorgegangenen Partei der Nationalen Front. Abu Schagur gilt als Technokrat. Nach dem libyschen Bürgerkrieg wurde er zum Vize-Ministerpräsidenten in der Übergangsregierung von Abdel Rahim el-Kib ernannt.
Am 12. September 2012 wurde Schagur vom Allgemeinen Nationalkongress im zweiten Wahlgang mit 96 von 200 Stimmen zum Ministerpräsidenten gewählt und setzte sich gegen Mahmud Dschibril von der Allianz der Nationalen Kräfte durch. Die Partei für Gerechtigkeit und Aufbau der islamistischen Muslimbruderschaft hatte Abu Schagur unterstützt, um den Sieg Dschibrils zu verhindern.
Am 2. Oktober 2012 stellte Schagur sein geplantes Kabinett mit 26 Ministern, unter denen sich kein Mitglied der stimmenstärksten Fraktion, der Allianz der Nationalen Kräfte, befindet, vor. Der Nationalkongress verweigerte diesem Kabinett allerdings die Zustimmung. Nachdem er auch im zweiten Anlauf gescheitert war, wurde Schagur am 7. Oktober 2012 der Auftrag zur Regierungsbildung nach einem Misstrauensvotum wieder entzogen.